# Euselasia serapis
Euselasia serapis is een vlindersoort uit de familie van de prachtvlinders (Riodinidae), onderfamilie Euselasiinae.
Euselasia serapis werd in 1919 beschreven door Stichel.